# イントネーション
イントネーション（英、仏、独：intonation、伊：intonazione、西：entonación、葡：entoação）とは、音声言語において文または発話全体につけられた音の高低（ピッチ）のパターンを言う。音調（おんちょう）や抑揚（よくよう）とも言われる。イントネーションの違いによって文法的機能や発話のニュアンスを表すことができる。
イントネーションのパターンは、上昇調、下降調、自然下降調といった用語で表される。国際音声記号では上昇調に[↗]、下降調に[↘]を当てている。日本では上昇調に[⤴]、下降調に[⤵]を当てることが多い。
単語ごとに決められた音の高低の違いは高低アクセントもしくは声調であり、イントネーションとは区別されている。例えば「東京方言と大阪弁では“橋”と“箸”の高低の発音が逆である」というのはアクセントの違いであり、イントネーションの違いではない。